# Piophila australis
Piophila australis är en tvåvingeart som först beskrevs av Harrison 1959.  Piophila australis ingår i släktet Piophila och familjen ostflugor. Inga underarter finns listade i Catalogue of Life.

## Bildgalleri

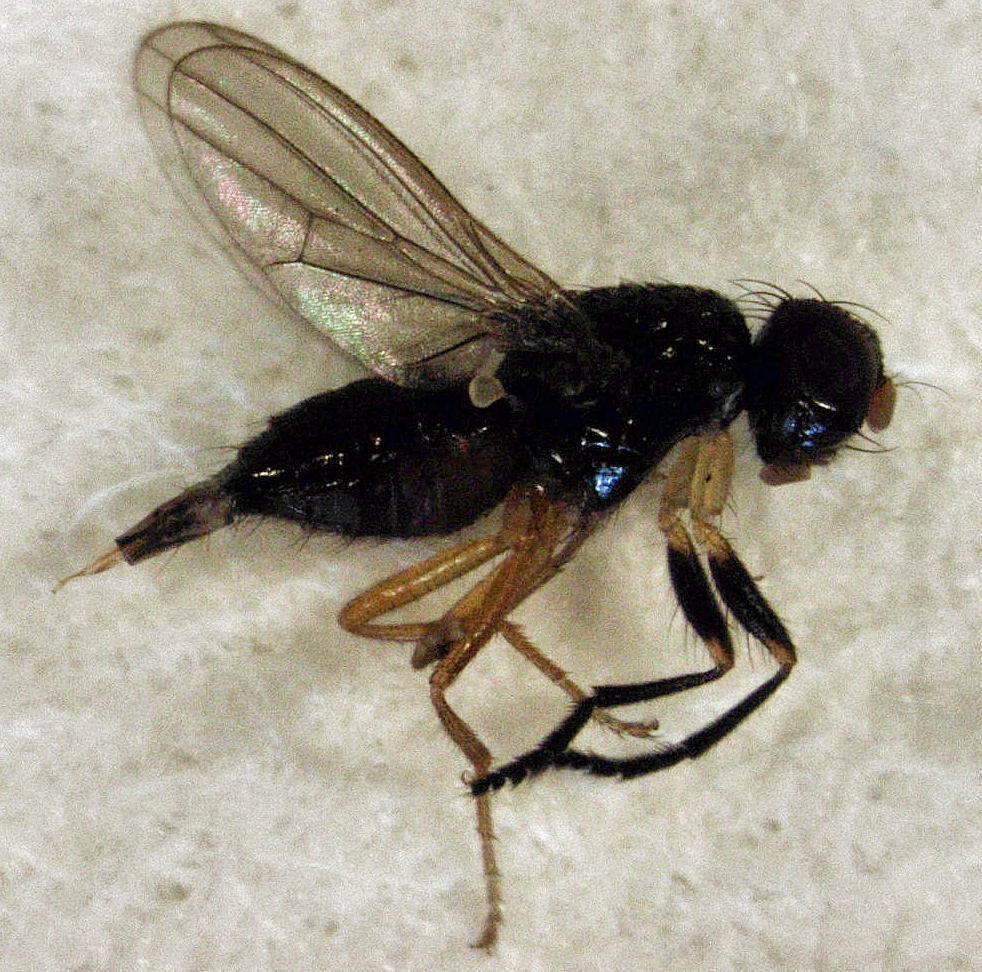
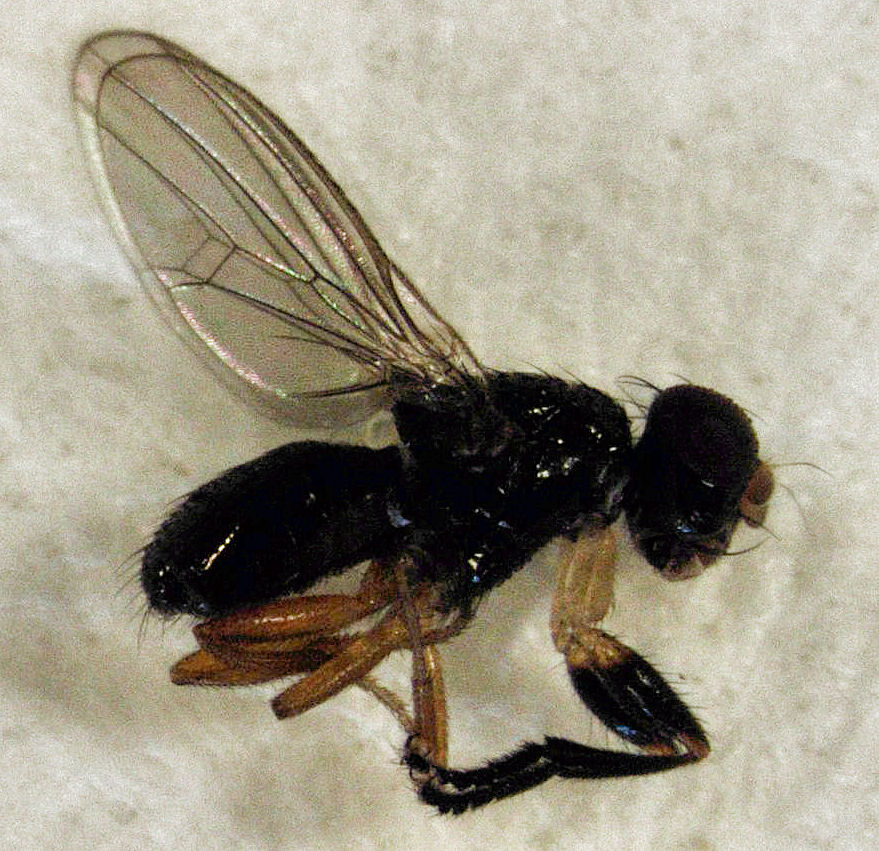